# I Want You to Know
I Want You to Know è un brano musicale del disc jockey tedesco Zedd eseguito in coppia con la popstar americana Selena Gomez e pubblicato come singolo il 23 febbraio 2015 dal suo secondo album in uscita, True Colors. Il brano è stato scritto dagli stessi Zedd e Selena Gomez insieme a Ryan Tedder e KDrew. Sulla copertina del singolo si stagliano i volti di Zedd e Selena Gomez colorati, posti di fronte alle estremità dello spazio e ritagliati esattamente a metà con una linea intrecciata al centro che li congiunge.

## Video musicale
Il  video, prodotto dalla Interscope Records e certificato Vevo, si svolge in una discoteca dove canta Selena Gomez, il video ha una massiccia presenza di effetti speciali e richiami alle discoteche degli anni '70 che, secondo Zedd, danno alla canzone un tocco di stile.

## Classifiche
| Classifica (2015) | Posizione massima |
| ----------------- | ----------------- |
| Australia         | 23                |
| Belgio (Vallonia) | 11                |
| Canada            | 19                |
| Francia           | 89                |
| Stati Uniti       | 17                |